# Action nationaliste basque
Pour les articles homonymes, voir ANV.
Action nationaliste basque (en basque : Eusko Abertzale Ekintza ; en espagnol : Acción Nacionalista Vasca ; EAE-ANV) est un parti nationaliste basque basé en Espagne. Fondé en 1930, il est le premier parti politique nationaliste basque défendant un programme socialiste. En septembre 2008, il a été déclaré illégal par le Tribunal suprême espagnol, à cause de ses liens avec ETA.

## Référence
- (en) Cet article est partiellement ou en totalité issu de l’article de Wikipédia en anglais intitulé « Acción Nacionalista Vasca » (voir la liste des auteurs).